# Хассі-Р'Мель – Скікда
Хассі-Р'Мель – Скікда – трубопровідний коридор у Алжирі. 
На найбільшому газовому родовищі Алжиру Хассі-Р'Мель сформувався газотранспортний хабу, який окрім продукції власне Хассі-Р'Мель також отримує ресурс по газопроводах Алрар – Хассі-Р'Мель, Рурд-Нусс – Хассі-Р'Мель, Кречба – Хассі-Р'Мель, Регган – Хассі-Р'Мель, Гассі-ель-Гара – Хассі-Р'Мель. Далі ресурс газу може транспортуватись по кількох потужних системах, одна з яких прямує до середземноморського порту Скікда та включає: 
- споруджений в 1971 році газопровід GK1 довжиною 575 км та діаметром 1000 мм, що станом на середину 2000-х мав пропускну здатність 13,5 млрд м3 на рік;
- споруджений в 2000 році газопровід GK2 довжиною 576 км та діаметром 1050 мм, що станом на середину 2000-х мав пропускну здатність 7 млрд м3 на рік.
Також можливо відзначити, що перші кілька сотень кілометрів в одному коридорі з GK1/GK2 прямує споруджений в першій половині 2010-х газопровід GK3.
В Скікді великими споживачами природного газу є завод зі зрідження та ТЕС Скікда. Короткі перемички від газотранспортного коридору живлять ТЕС Хассі–Р'Мель та ТЕС Айн-Джассер, також від нього беруть початок трубопроводи-відгалуження Хассі-Р'Мель-Скікда – Чегга, Баріка – М'Сіла – Бугезуль, Айн-Джассер – Батна – Хеншела, Телегма – Сетіф – Бені-Мансур, Телегма – Айн-Бейда, Рамдан-Джамаль – Аннаба, Рамдан-Джамаль – Джиджель.